# Phryganopteryx sogai
Phryganopteryx sogai är en fjärilsart som beskrevs av De Toulgoët 1958. Phryganopteryx sogai ingår i släktet Phryganopteryx och familjen björnspinnare. Inga underarter finns listade i Catalogue of Life.